# Marlboro (thuốc lá)
Marlboro (US: /ˈmɑːrlˌbʌroʊ/, UK: /ˈmɑːrlbərə, ˈmɔːl-/)  là một thương hiệu thuốc lá Mỹ, hiện đượcPhilip Morris USA (một chi nhánh của Altria)  sở hữu và sản xuất tại Hoa Kỳ và Philip Morris International (hiện tách biệt với Altria) sở hữu và sản xuất bên ngoài Hoa Kỳ. Richmond, Virginia, là địa điểm của nhà máy sản xuất thuốc lá Marlboro lớn nhất. Marlboro là nhãn hiệu thuốc lá bán chạy nhất toàn cầu kể từ năm 1972. Tính đến năm 2017, Marlboro đã có 40% thị phần tại Hoa Kỳ, nhiều hơn 7 thương hiệu cạnh tranh tiếp theo cộng lại.

## Lịch sử

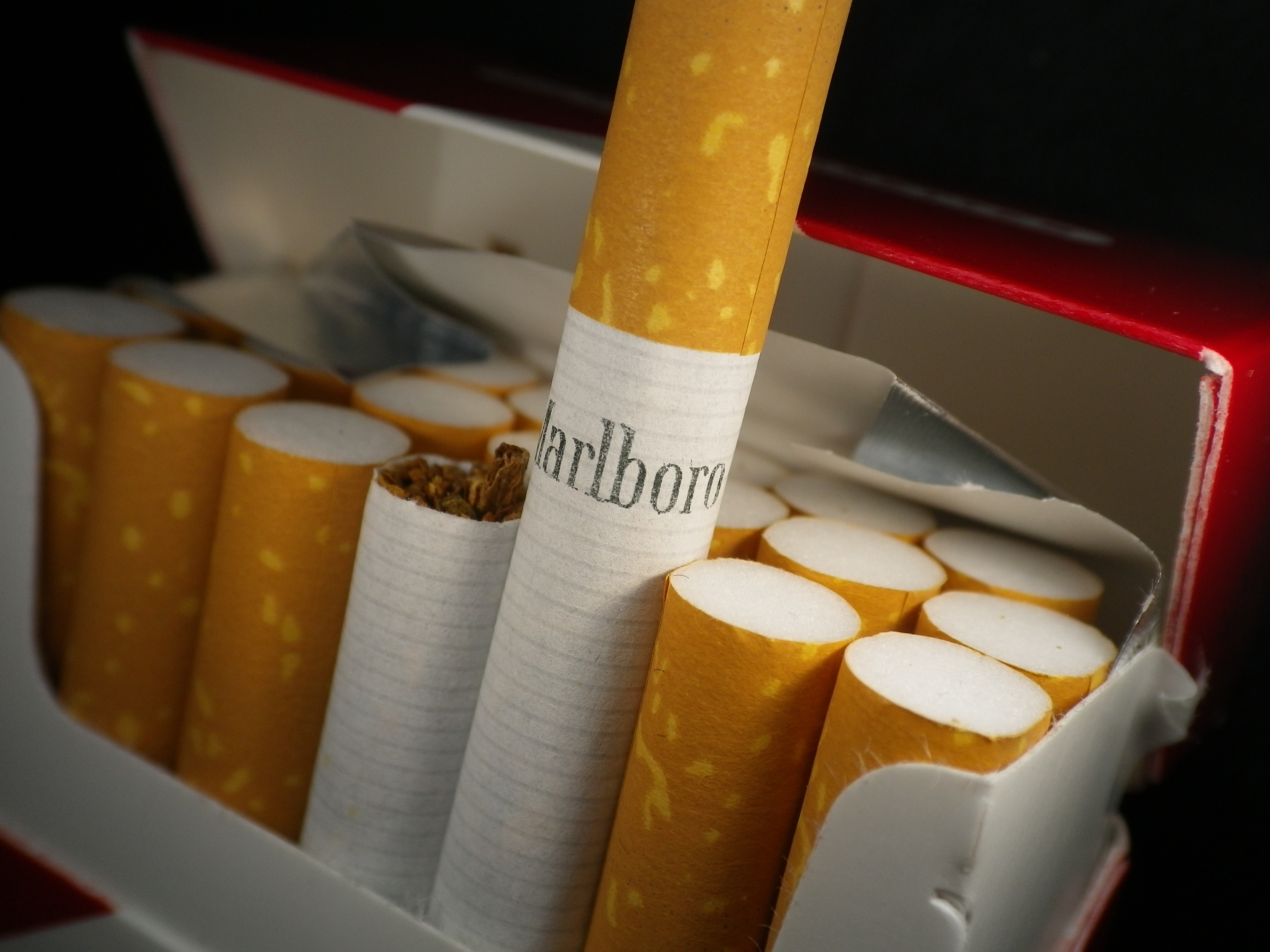
Thuốc lá Marlboro trong một gói

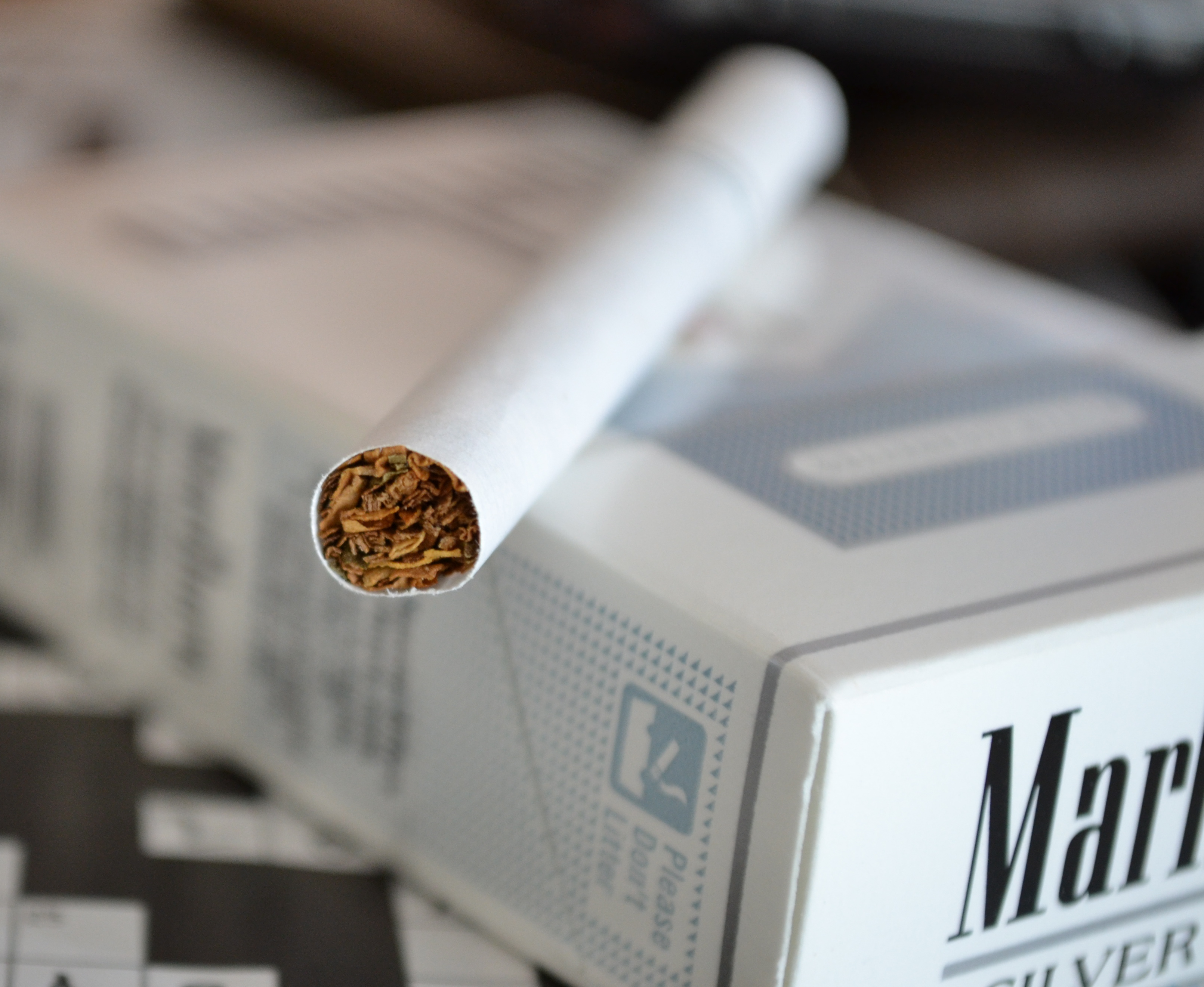
Một điếu thuốc và một gói Marlboro bạc (trước đây gọi là Ultra Lights cho đến khi tên Lights bị cấm vì coi là giả dối)

Philip Morris đã mở một công ty con ở New York vào năm 1902 để bán nhiều nhãn hiệu thuốc lá của công ty. Nhãn hiệu "Marlboro" đã được đăng ký tại Hoa Kỳ vào năm 1908 mặc dù không có loại thuốc lá nào được bán dưới tên này cho đến năm 1923. Năm 1924, thương hiệu đã được đưa ra. Chúng lần đầu tiên được bán trên thị trường với tư cách là "thuốc lá xa xỉ của Mỹ" và chủ yếu được bán trong các khách sạn và khu nghỉ dưỡng.
Vào khoảng những năm 1930, nó đã bắt đầu được quảng cáo là thuốc lá của phụ nữ, dựa trên khẩu hiệu "Nhẹ như tháng năm". Tên được lấy từ một đường phố ở London, nơi đặt nhà máy của Philip Morris tại Anh. Tuy nhiên, từ năm 1885, một thương hiệu được gọi là "Marlborough" đã được bán trên thị trường như là một "loại thuốc lá phụ nữ yêu thích" của Philip Morris & Co.